# ZillaKami
Junius Rogers, művésznevén ZillaKami (1999. szeptember 20. –) amerikai rapper, énekes és dalszövegíró. A City Morgue hiphopcsoport tagja és 6ix9ine dalszövegírója.

## Élete
A New York állambeli Bay Shore-ban született 1999-ben. Tinédzserként punk bandát alapított, amelynek a környékbeli barátai voltak a tagjai, s melyet Gorilla Biscuits hangja inspirált. A hiphoppal szellemíróként találkozott, és közreműködött a híres New York-i rapper, 6ix9ine imázsának kialakításban, hozzá fűződik például a rapper szivárványos arculata is. Eközben írt egy dalt, amelyet elképzelése szerint két vokalista adna elő. Amikor előállt ezzel az ötlettel, 6ix9ine azt válaszolta, neki kellene szerepelnie a felvételen, amit Yokai név alatt ki is adhatnának. Ezután a páros egy újabb közösen elkészített munkát jelentetett meg Hellsing Station címmel. 2017. augusztusban azonban szétváltak a páros útjai, mert Rogers egy olyan szexuális aktus közben mutatta be 6ix9ine-t, melynek a másik tagja egy 13 évesnek mondott lány volt. Ugyanekkor derült ki, hogy már korábban is használt gyerekeket szexuális cselekményekhez.
2017. április 30-án jelent meg debütáló középlemeze, a LifeIsAHorrorMovie, amelyet később levett, mert úgy érezte, már nem tud azonosulni azzal a zenével, amit az adott lemez tartalmazott.
Nem sokkal később ZillaKamit megkereste annak a tetoválószalonnak a tulajdonosának a fia, ahol bátyja, Righteous P dolgozott. A fiú művészneve SosMula volt. Pár nappal a börtönből való szabadulása után (ahol kábítószerrel kapcsolatos bűncselekmények miatt ült) SosMula ZillaKamival megalapította a City Morgue-t. 2018. augusztusban, miután már több kislemezt piacra dobtak, megjelentették csapatként a bemutatkozó EP-jüket Be Patient címmel.
2018. szeptember 5-én szerepelt Denzel Curry harmadik albumán, a Ta13oonak a Vengeance című számában, amelyben közreműködött még a JPEGMafia is. Még ebben a hónapban szerepelt Lil Gnar Man Down számában.

## Zenei stílusa
ZillaKami zenei stílusa a trap rap, a hardcore punk és a heavy metal. Leginkább az agresszív zeneszövegek jellemzik, ezek az erőszakot, a halált, a mazochizmust és a droghasználatot ábrázolják.

## Diszkográfia

### Szólóalbumok
- LifeIsAHorrorMovie (2017)
- German Dogs (2019)
- DOGBOY (2021)

### Szólókislemezek
- CHAINS (2021)
- BADASS ft. Lil Uzi Vert (2021)
- FROSTY (2021)
- Not worth it (2021)

### A City Morgue-gal közös albumok
- City Morgue, Vol. 1: Hell or High Water (2018)
- City Morgue, Vol. 2: As Good as Dead (2019)
- TOXIC BOOGALOO (2020)
- CITY MORGUE, VOL 3. The bottom of the barrel (2021)

### A City Morgue-gal közös kislemezek
- GO ft. Ballabonds (2017)
- Babbage Patch Kids (2017)
- Yukk Mouth (2017)
- Wardog Anthem (2017)
- Kids Kuisine (2017)
- JET GRiND RADiO (2017)
- $HRIMP (2017)
- HOCKEY PUKK (2017)
- Bukakke (2017)
- SkateWitch (2017)
- BHUM BUKKET (2017)
- Shinners13 (2017)
- Drop Dead (2017)
- 33RD BLAKK GLASS (2018)
- SK8 HEAD (2018)
- GANG GREEN (2018)
- 66Slavs (2019)
- DAWG (2019)
- HURTWORLD '99 (2020)
- WHATS MY NAME (2021)

### Zenék, amelyekben vendégként szerepelt
- 6ix9ine – "Yokai" (2016)
- 6ix9ine – "Hellsing Station" (2016)
- $ubjectz – "GangShit" ft. Cameronazi (2017)
- $ubjectz – "War Paint" ft. Cameronazi (2017)
- ITSOKTOCRY – "SHINIGAMISTARSHIP" (2017)
- Cameronazi – "AREYOUREADYKIDS?" ft. $ubjectz (2017)
- Cameronazi – "Squad Up" (2017)
- Cameronazi – "Devil horns" (2017)
- Saint Poncho – "FVKKK" (2017)
- XZARKHAN – "Jungle Klipped" (2017)
- BROC $TEEZY – "Want Em Dead" ft. fl.vco & KXNG (2018)
- Yadrin – "Demonscall" (2018)
- Yadrin – "BHUM BUKKET RMX" ft. SosMula (2018)
- Stoney – "Runnin'" (2018)
- BurnKas – "Red Rum" (2018)
- Denzel Curry – "VENGEANCE" ft. JPEGMafia (2018)
- Lil Gnar – "Man Down" (2018)
- Danon The Producer – "Shootinphotos" (2018)
- DrownMili – "Kid Soulja" ft. BurnKas (2018)
- ESKIIIS – "I Solemnly Swear" (2018)
- Dark Polo Gang - Gang (2019)
- Powers Pleasant - Please forgive (2019)
- RAMIREZ - BAPHOMET/MOSH PIT KILLA (2019)
- POUYA & CITY MORGUE - Bulletproof Shower Cap (2019)
- NYCL KAI - Incredible ft $NOT (2020)
- IC3PEAK - TRRST (2020)
- DJ Scheme, Ski Mask The Slump God - Thors Hammer Worthy (2020)
- Trippie Redd - DEAD DESERT (2021)
- Powers Pleasant - Evil Twin (2021)
- Sosmula - BOOGALOO (2021)
- Flap peacock - What!? (2021)
- Apel8 - Mermaids (2022)